# Laboratoire de physique atmosphérique et spatiale

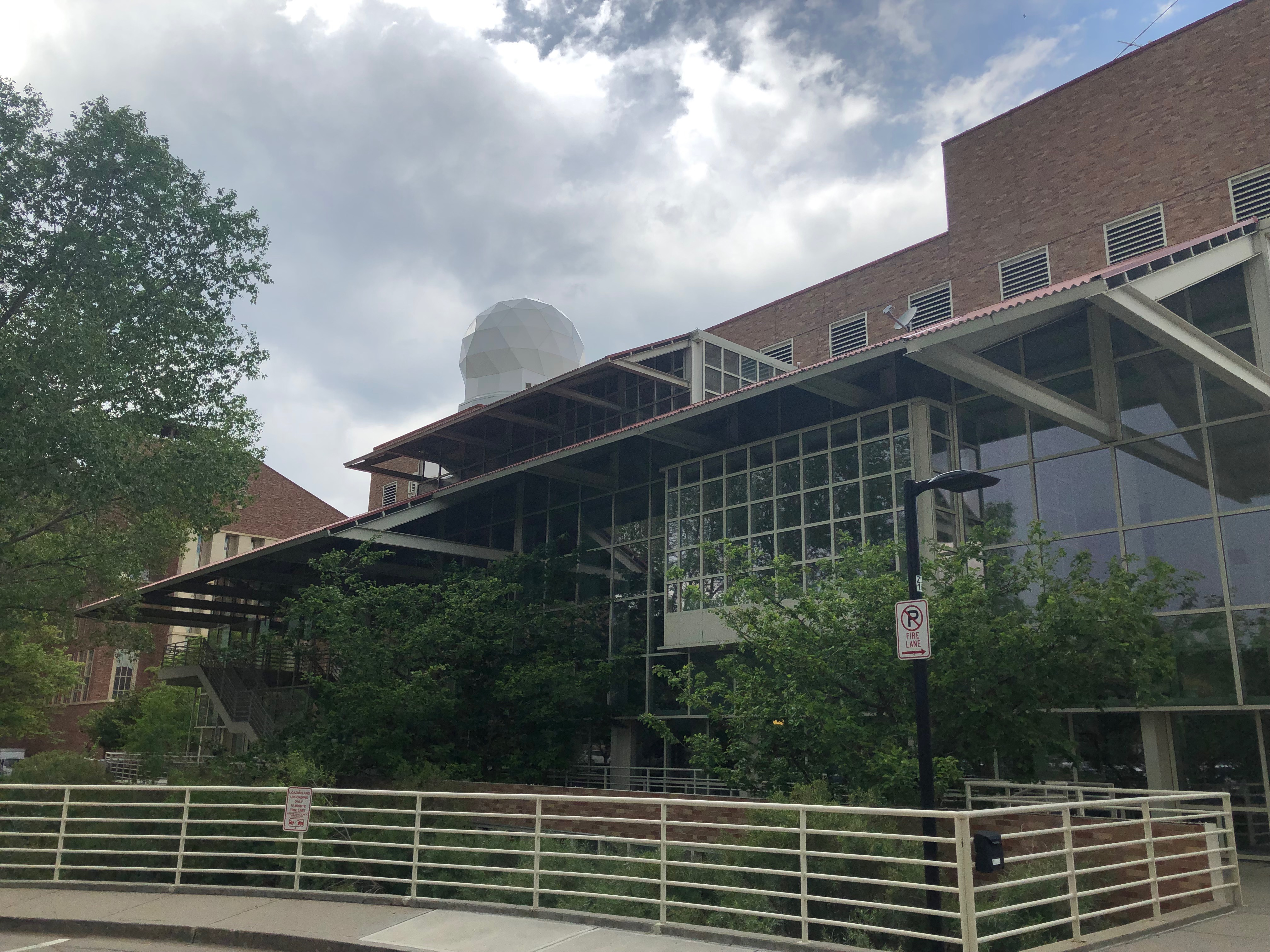
Bâtiment du LASP.

Le Laboratoire de physique atmosphérique et spatiale (en anglais Laboratory for Atmospheric and Space Physics) plus connu sous son acronyme LASP, est un laboratoire de recherche  de l'université du Colorado à Boulder (États-Unis) spécialisé dans l'étude du système solaire et de l'espace interplanétaire avec une très forte compétence dans le domaine de la réalisation d'instruments scientifiques embarqués sur des engins spatiaux. 

## Domaines de recherche
Il s'agit d'un des principaux instituts de recherche américains intervenant dans les domaines des sciences planétaires, de la physique spatiale, des sciences de l'atmosphère, de l'influence du Soleil sur les processus atmosphériques des autres planètes, de la météorologie spatiale, du plasma et de la poussière spatiale. Une partie importante de l'activité de cet institut est consacrée à la conception et au développement d'instruments scientifiques embarqués sur des satellites scientifiques, au contrôle des opérations ainsi qu'au traitement et à l'exploitation des données collectées. 

## Organisation
Le laboratoire a été créé en 1948. Début 2020 il emploie environ 600 techniciens et ingénieurs dont environ 100 chercheurs. Il dispose d'un budget d'environ 60 millions US$.

## Missions en cours
Le LASP a développé les instruments suivants dont il assure le support  :
- Galileo ultraviolet spectrometer
- Cassini-Huygens Ultraviolet Imaging Spectrograph (UVIS)
- Upper Atmosphere Research Satellite (UARS) Solar/Stellar Irradiance Comparison Experiment (SOLSTICE)
- Student Nitric Oxide Explorer (SNOE)
- Solar Radiation and Climate Experiment (SORCE)
- Ice, Cloud and Land Elevation Satellite  (ICESat)
- QuikSCAT (Quick Scatterometer Mission)
- TIMED Solar EUV Experiment (SEE)
- MESSENGER (Mercury: Surface, Space Environment, Geochemistry, Ranging) Mercury Atmospheric and Surface Composition Spectrometer (MASCS)
- New Horizons Student Dust Counter (SDC)
- Aeronomy of Ice in the Mesosphere (AIM)
- Kepler (télescope spatial)
- Solar Dynamics Observatory (SDO) EUV Variability Experiment (EVE)
- Glory Total Irradiance Monitor (TIM)
- Radiation Belt Storm Probes (RBSP) Relativistic Electron Proton Telescope (REPT)
- Lunar Atmosphere and Dust Environment Explorer (LADEE)
- MAVEN
- Magnetospheric Multiscale Mission - MMS
- GOES-R Extreme Ultra Violet and X-Ray Irradiance Sensors
- Parker Solar Probe (SPP)
- Total Solar Irradiance Calibration Transfer Experiment (TCTE)
- Total Solar Irradiance Sensor (TSIS)

En 2020 le LASP  était impliqué dans les  missions en développement suivantes :
- La sonde spatiale martienne EMM
- IMAP
- IXPE
- l'instrument SUDA de la mission jupitérienne Europa Clipper.
- L'instrument CLARREO qui doit être installé sr la station spatiale internationale.

Le LASP a également contribué à de nombreuses missions scientifiques passées comme le programme Mariner ou les sondes du programme Voyager.